# Nakashibetsu
Nakashibetsu (jap. 中標津町 Nakashibetsu-chō) – miasto w Japonii, w prefekturze Hokkaido, w podprefekturze Nemuro. Według danych na rok 2020 miejscowość zamieszkiwało 23 010 mieszkańców , a gęstość zaludnienia wyniosła 33,6 os./km².